# John Mahama
John Dramani Mahama (* 29. listopadu 1958 Damongo) je ghanský politik, od ledna 2025 čtrnáctý prezident Ghanské republiky, přičemž tuto funkci zastával již v letech 2012–2017. Mezi roky 1997 a 2009 působil jako poslanec parlamentu a v období 1998–2001 byl ministrem komunikací. Pro prezidentské volby v roce 2008 si jej John Atta Mills zvolil za svého viceprezidenta. V těsných volbách Mills vyhrál a Mahama se tak stal viceprezidentem. Po smrti Millse v roce 2012 se ujal funkce prezidenta; stal se tak prvním viceprezidentem, který nastoupil do prezidentského úřadu po smrti prezidenta, a první hlavou státu, která se narodila v Ghaně po získání její nezávislosti.
Ve volbách v roce 2012 byl zvolen dvanáctým prezidentem. Post se rozhodl obhajovat v následujících volbách v roce 2016, které prohrál s Nanem Akufo-Addem. Neúspěšně kandidoval také v roce 2020, kdy jej opět porazil Akufo-Addo.
Ve volbách v roce 2024 porazil tehdejšího viceprezidenta Mahamuda Bawumia. Úřadu se ujal v lednu 2025.